# Trachydora
Trachydora é um gênero de traça pertencente à família Cosmopterigidae.